# Scrophularia syriaca
Scrophularia syriaca är en flenörtsväxtart som beskrevs av George Bentham. Scrophularia syriaca ingår i släktet flenörter, och familjen flenörtsväxter. Inga underarter finns listade i Catalogue of Life.